# Silniční vlak

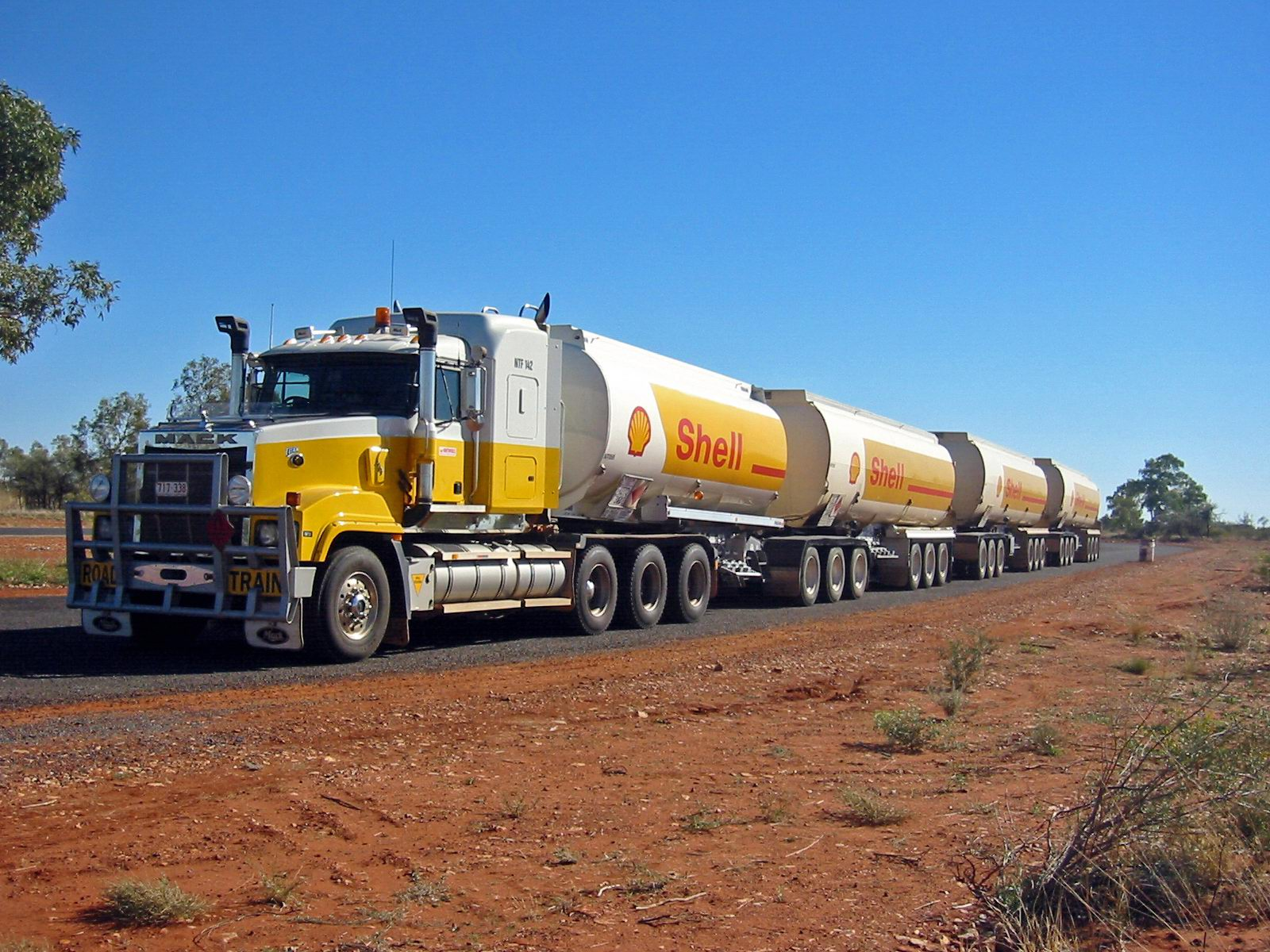
Typický silniční vlak v Austrálii

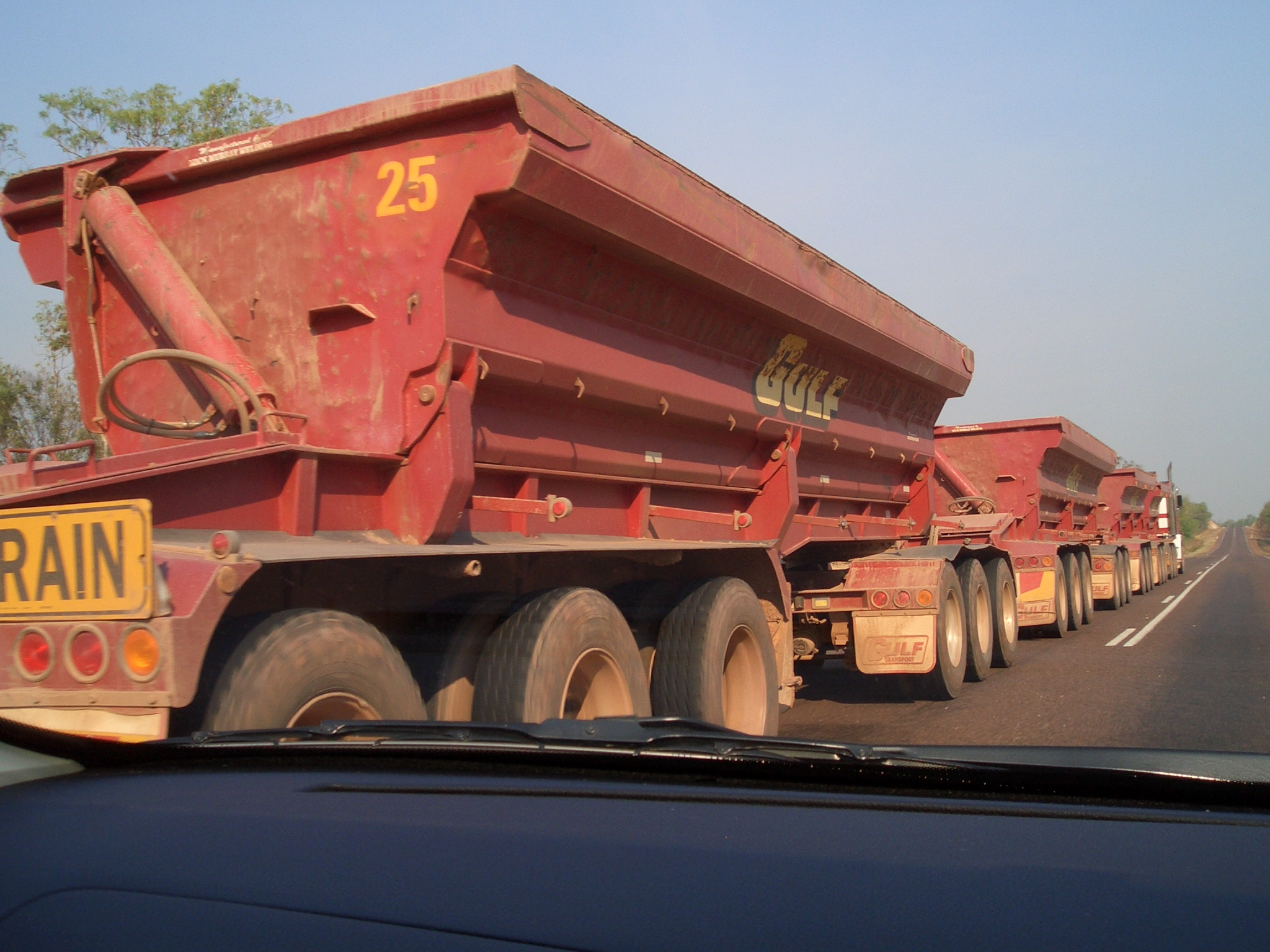
Silniční vlak na Great Northern Highway v Austrálii.

Silniční vlak (v Austrálii road train, v USA a západní Kanadě triples) je jízdní souprava tvořená tahačem a několika, často třemi až čtyřmi návěsy a přívěsy, o délce běžně až kolem 50 metrů. Některé maxisoupravy však mají třeba i téměř 30 „vagonů“. Kromě jmenovaných zemí se používají ještě v Argentině.
Ve většině evropských zemí je jejich provoz vyloučen, protože maximální délka jízdní soupravy je vesměs omezena na 17–22 metrů.
Silniční vlaky vyrábí například firma Mottons Transport Scania.

## Historie silničních vlaků
Kolem roku 1871 se silniční vlaky tažené parostrojem krátce využívaly v Indii v počátcích indické železnice. Průkopníkem se stal důstojník indické armády Crompton, který sestrojil parovozy The Primer a Rawee podle návrhu Angličana Thomsona. K nim sestrojil vlečné vozy. Silniční vlaky přepravovaly zboží i lidi po štěrkových silnicích, které byly vybudovány v trase starých obchodních cest. Patřily společnosti Grand Trunk Road. Okraje silnic nebyly štěrkové a byly určeny pro pěší a pro zvířecí povozy, kterým poskytovaly stín vzrostlé stromy. Dalším rozvojem železnice parovozy v Indii pozbyly na významu  .

## Benzinoelektrické vlaky Daimler
V roce 1909 Ferdinand Porsche jako ředitel firmy Österreichische Daimler Motoren AG (ÖMG) na přání armády zkonstruoval silniční vlak s motorovým vozem a deseti jednonápravovými přívěsnými vozy na benzino-elektrický pohon. Motorový vůz má poháněnou zadní nápravu (dva elektromotory), každá náprava přívěsů má svůj elektromotor, vozy byly označovány Daimler-Landwehr-Zug. První vůz byl C. a k. správou vojenských vozidel objednán v roce 1909, druhý v roce 1910, další v březnu 1911, další dva v říjnu 1912, tři v roce 1913 pod označením B-Zug a do začátku války ještě dalších 10 kusů. Posádku tvořilo 10 lidí. Druhý vlak byl používán vojenským skladem v Bosně. Kolem roku ÖMG vyrábí upravené B-Zugy s výměnnými koly, schopné jízdy jak po silnici, tak po kolejích. Po první světové válce přešly některé tyto silniční vlaky do arzenálu československé armády a byly použity při stavbě pohraničních opevnění.

## Silniční vlak v umění

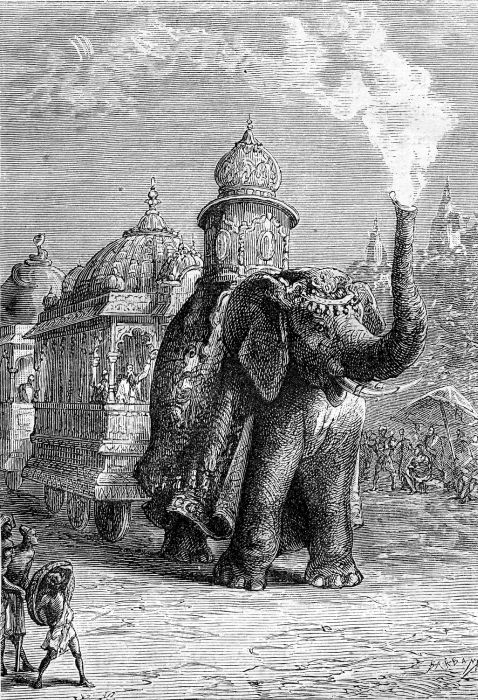
Parní slon jako lokomotiva ve Verneově románu Zemí šelem.

Ve Verneově knize Zemí šelem se vyskytuje silniční vlak tažený parním slonem. Kolos jako kráčející lokomotiva táhne dva pojízdné obytné bungalovy, je však také schopen plavby ve vodě.
Silniční vlak je hlavní rekvizitou románu Svět na kolech Harryho Harrisona.